# Rajd Hiszpanii

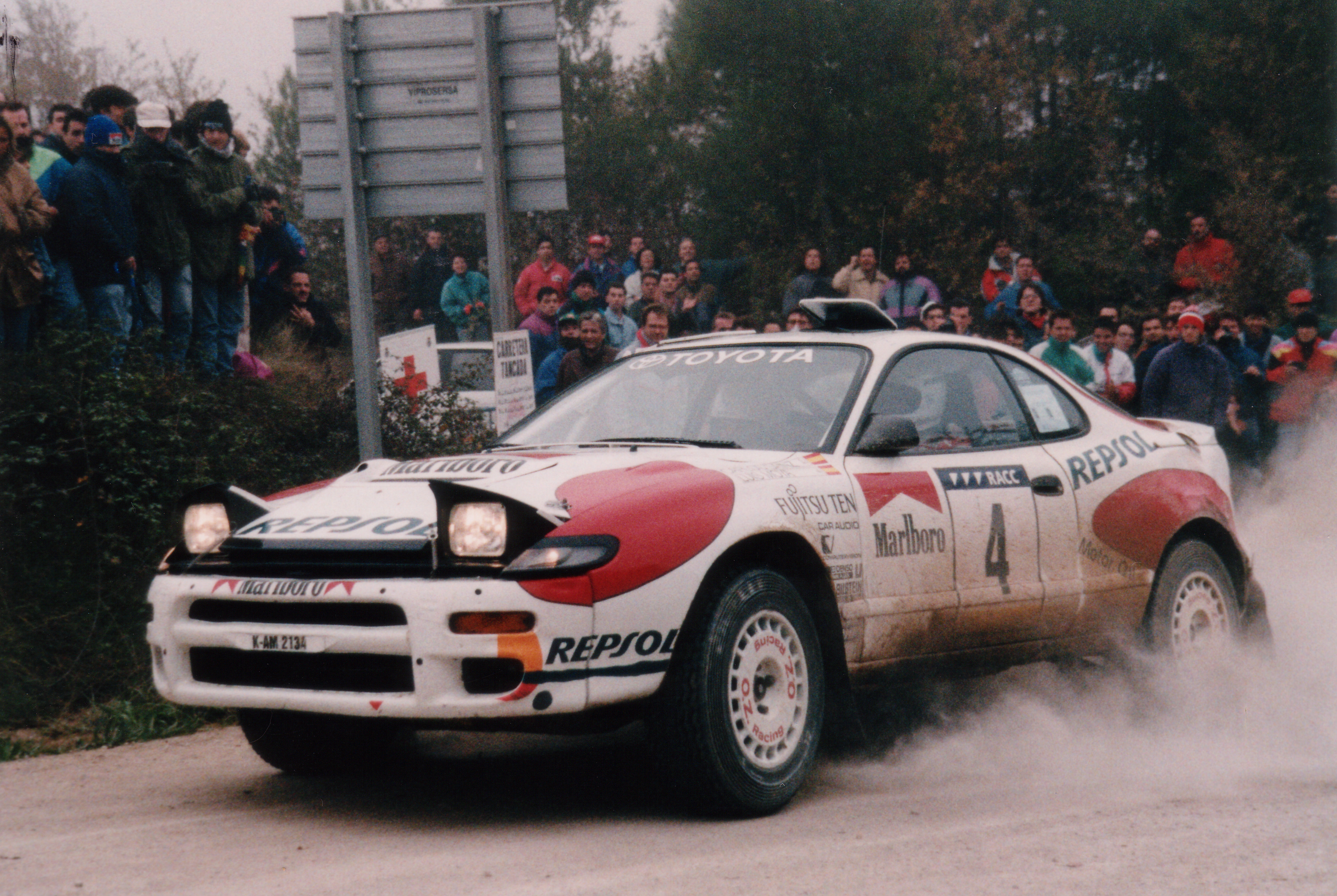
Carlos Sainz podczas Rajdu Hiszpanii 1992

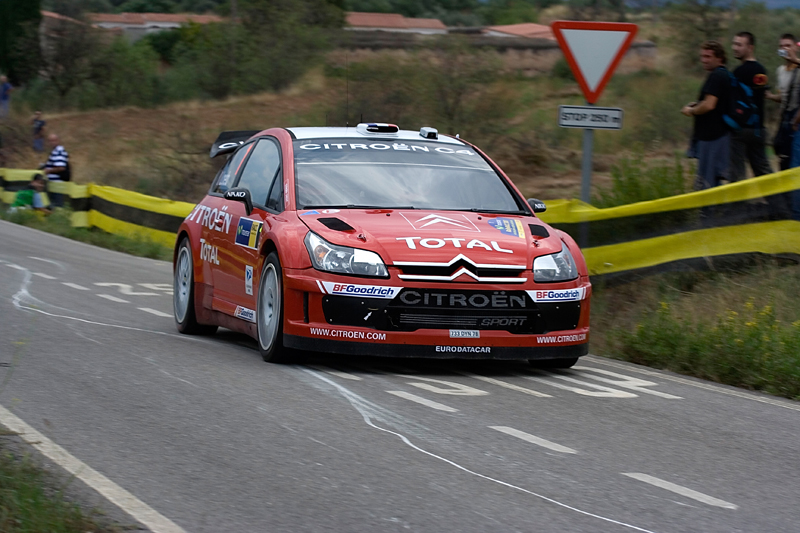
Sébastien Loeb podczas Rajdu Hiszpanii 2007

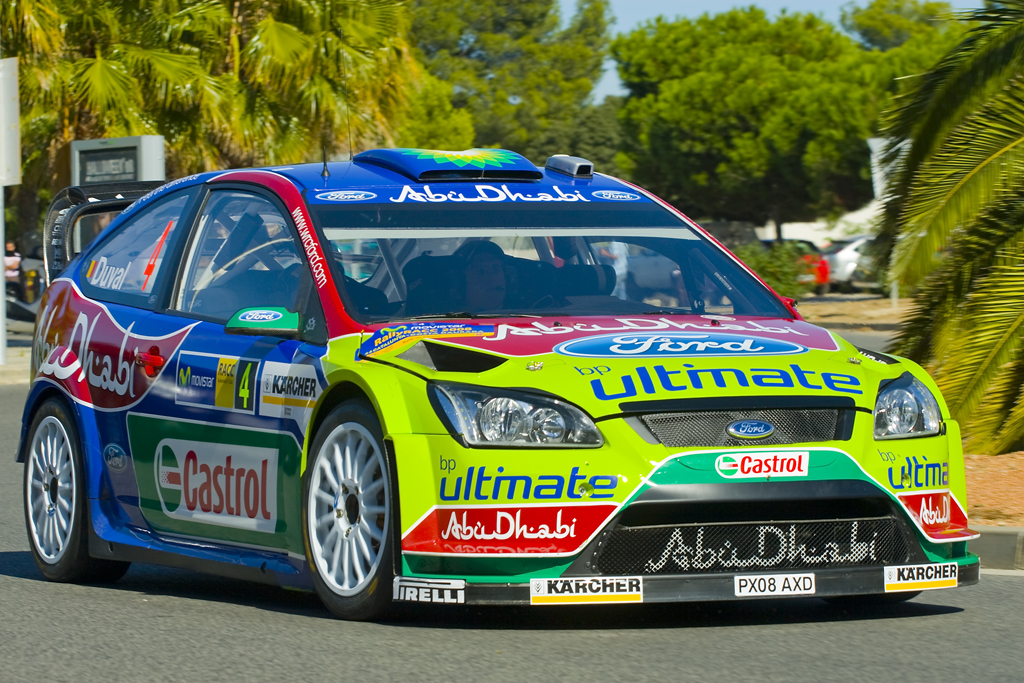
François Duval podczas Rajdu Hiszpanii 2008

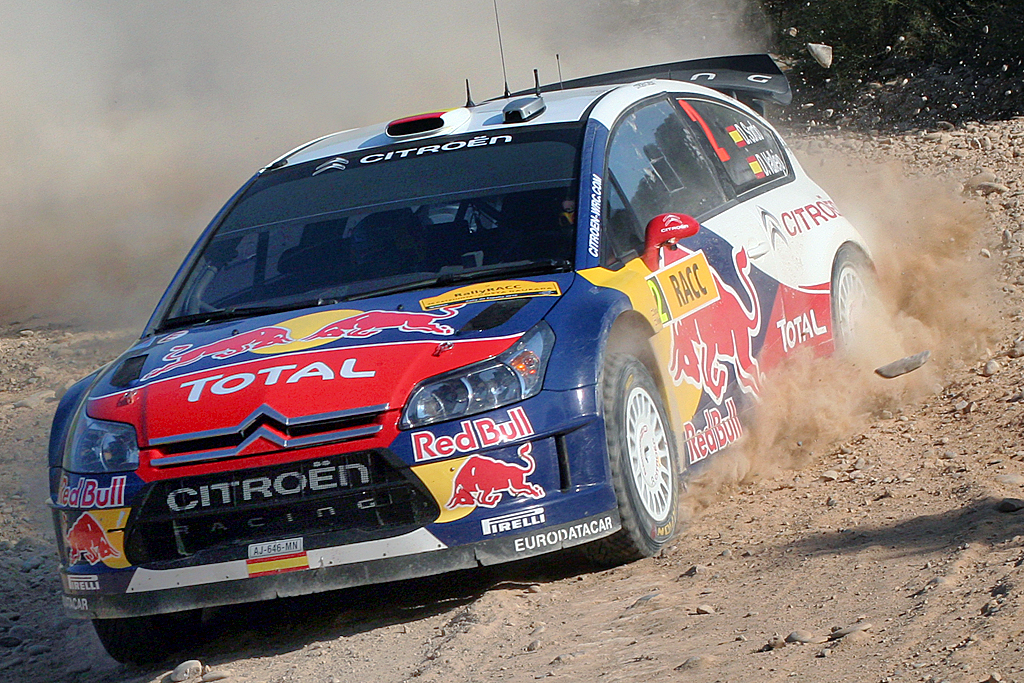
Dani Sordo podczas Rajdu Hiszpanii 2010

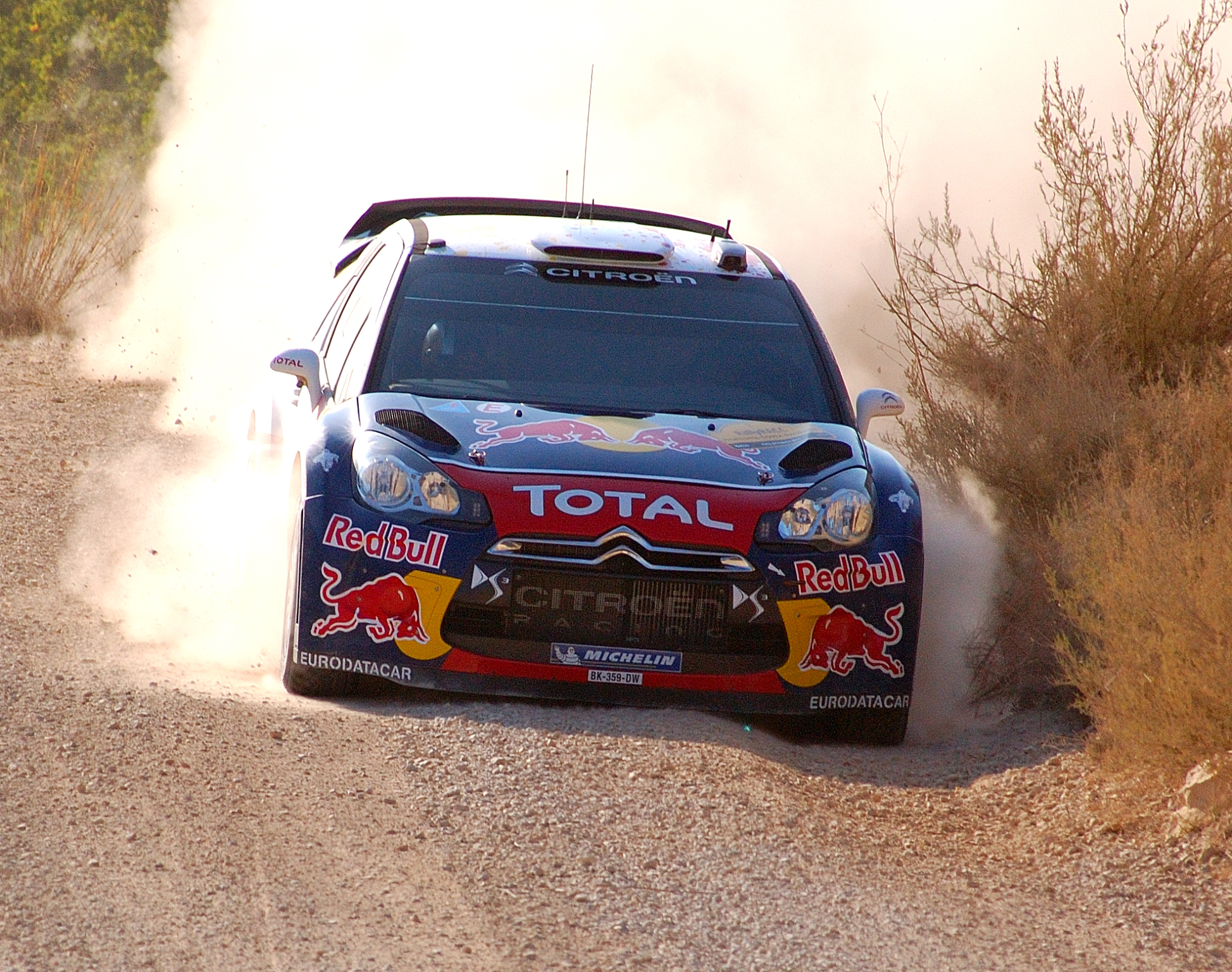
Sébastien Ogier podczas Rajdu Hiszpanii 2011

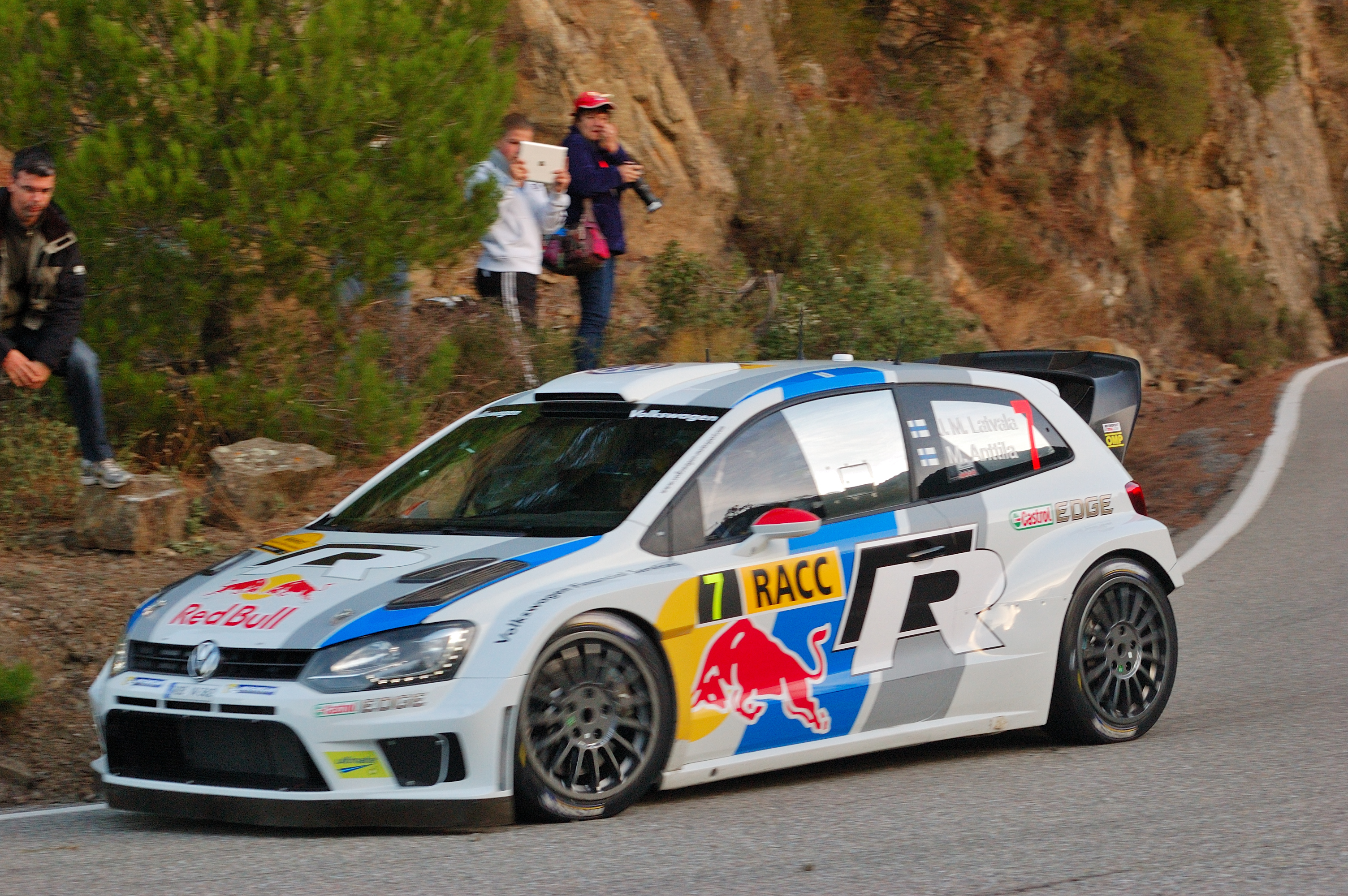
Jari-Matti Latvala podczas Rajdu Hiszpanii 2013

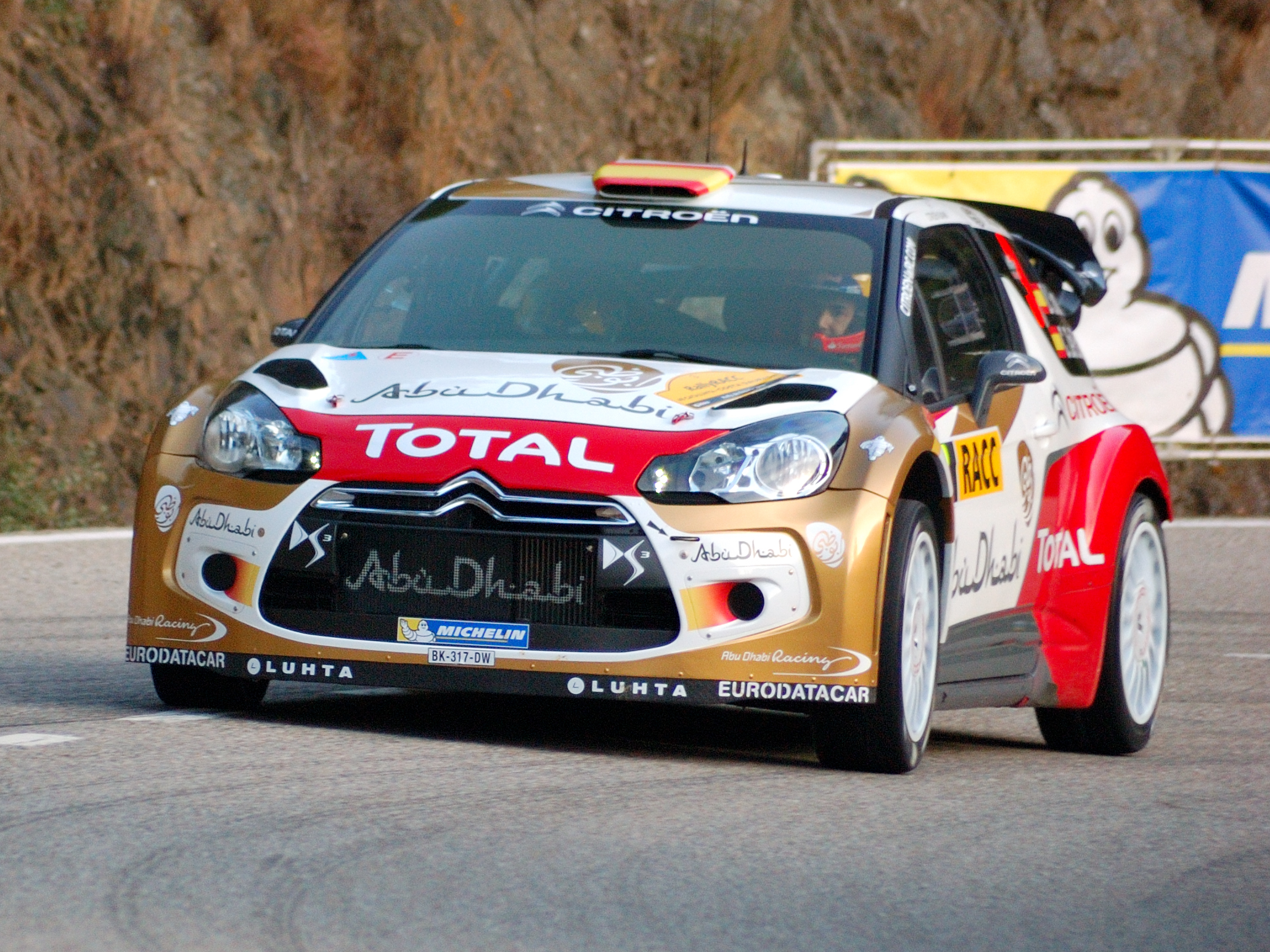
Dani Sordo podczas Rajdu Hiszpanii 2013

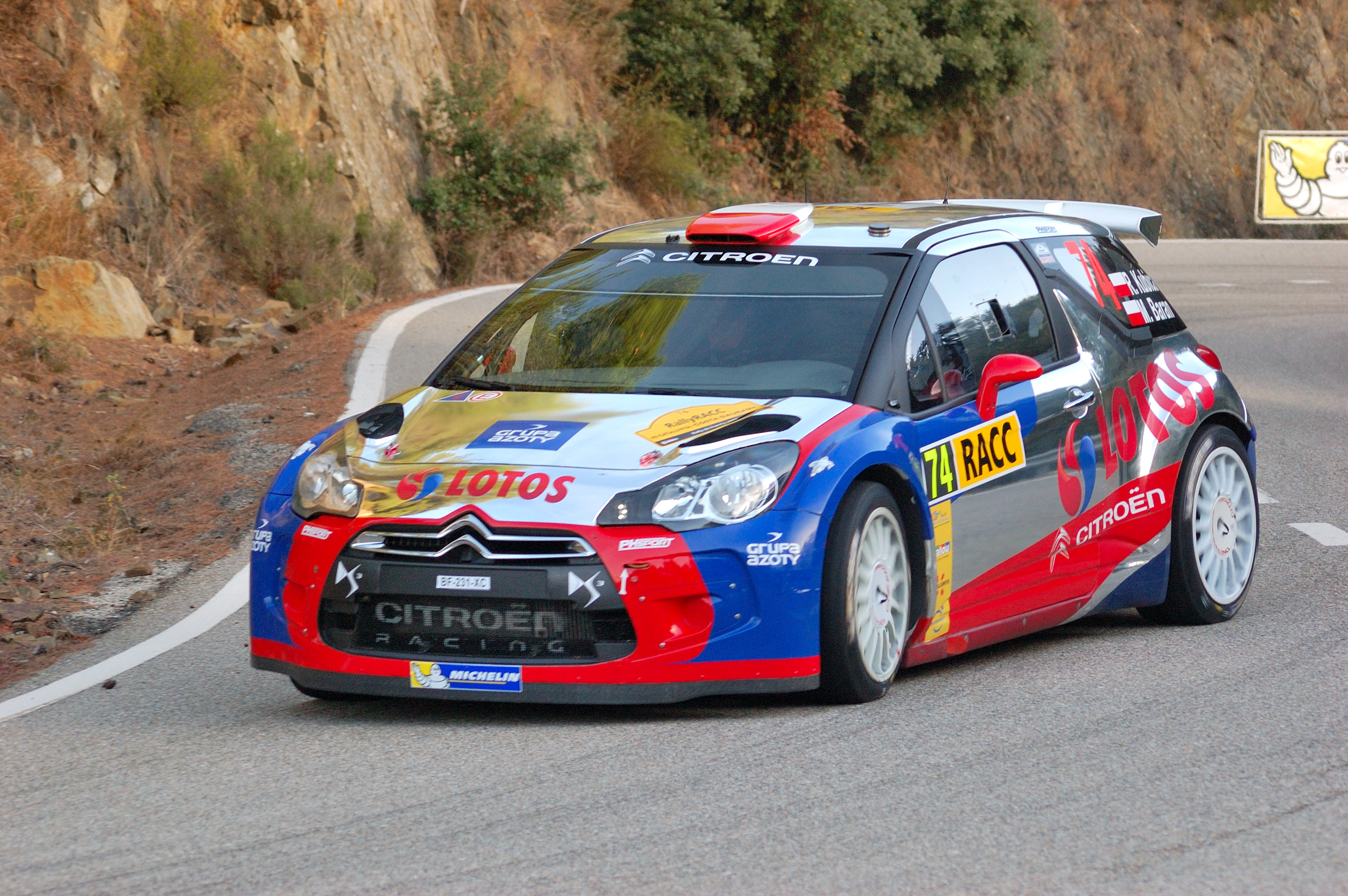
Robert Kubica podczas Rajdu Hiszpanii 2013

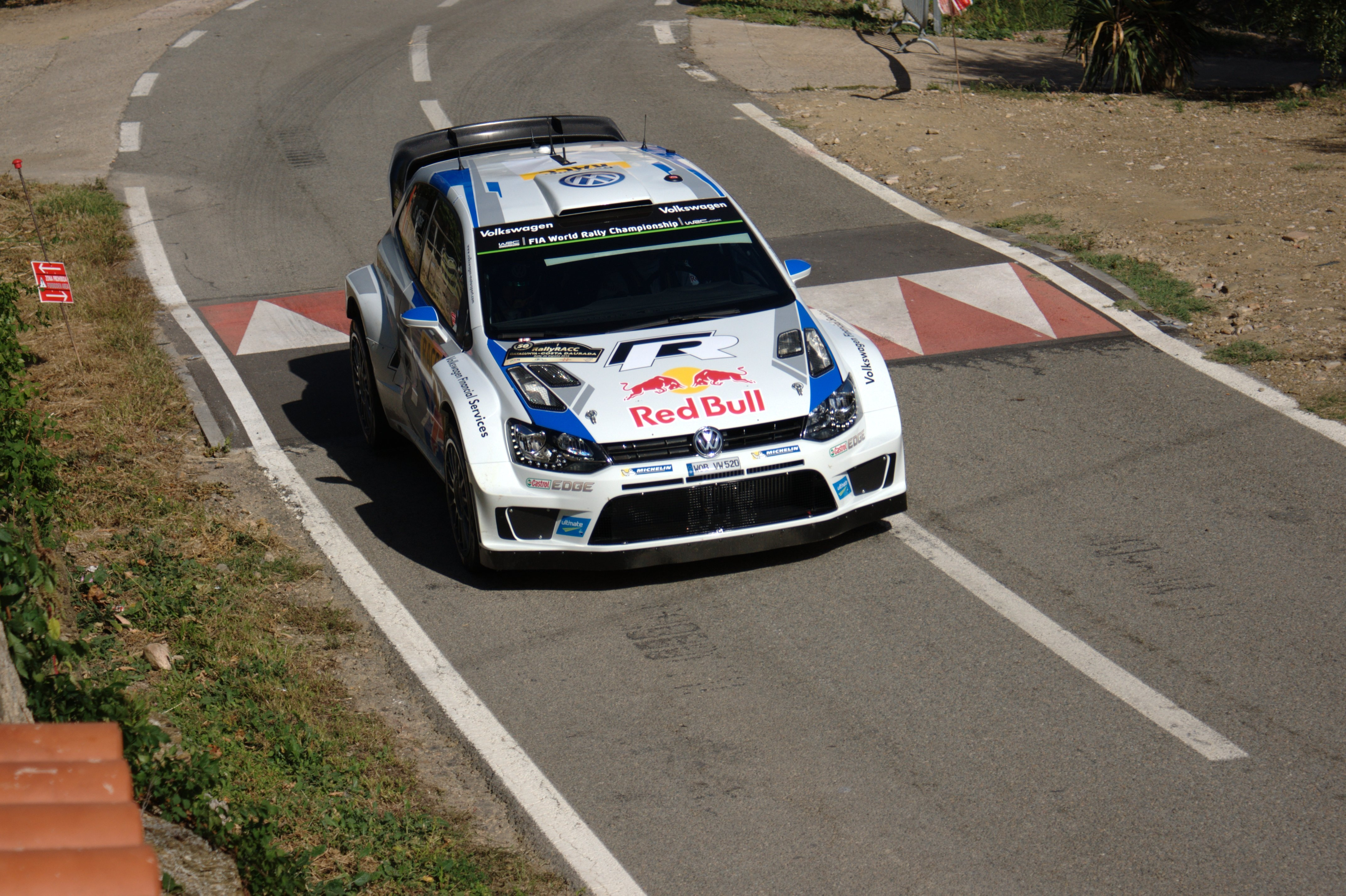
Sébastien Ogier podczas Rajdu Hiszpanii 2014

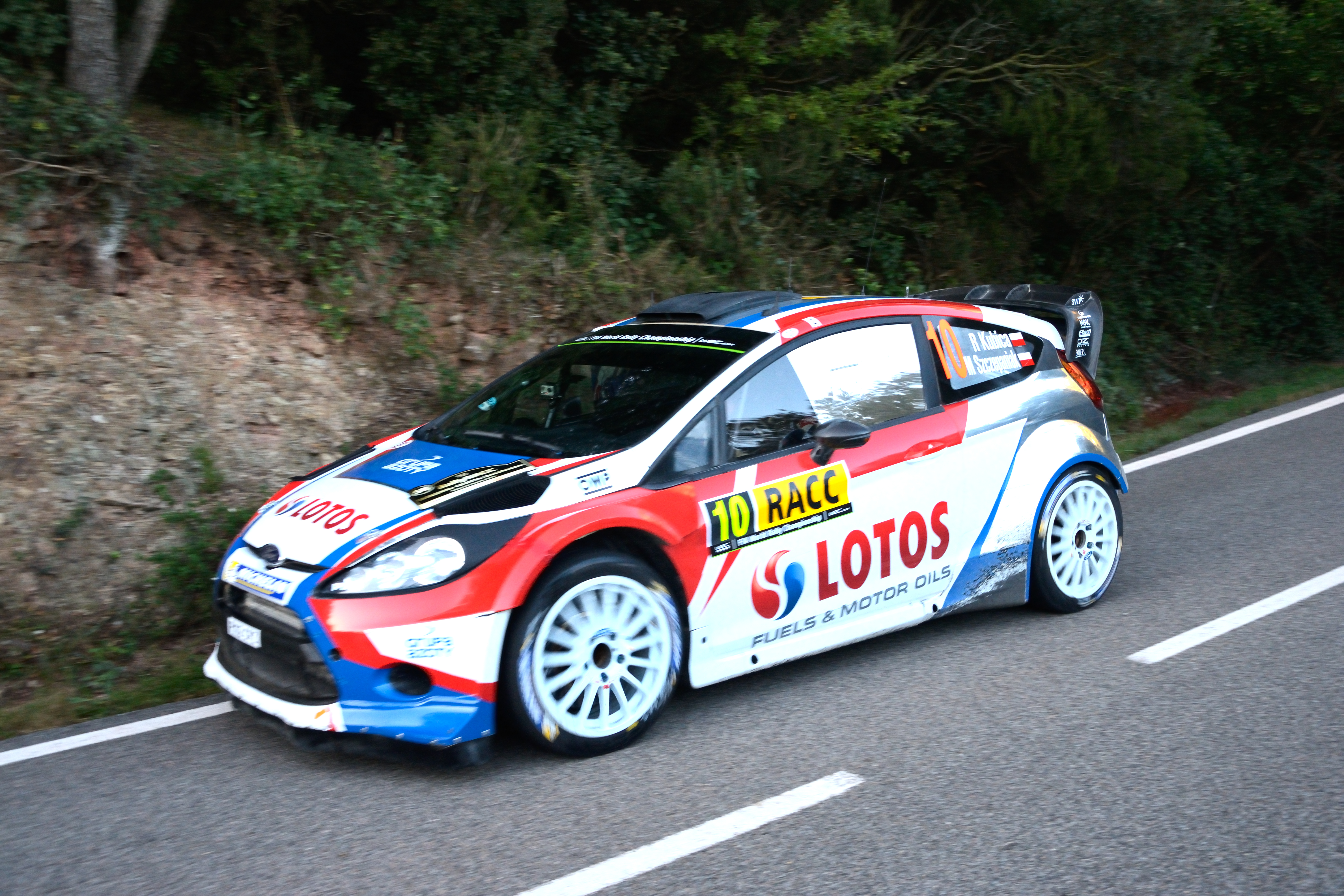
Robert Kubica podczas Rajdu Hiszpanii 2014

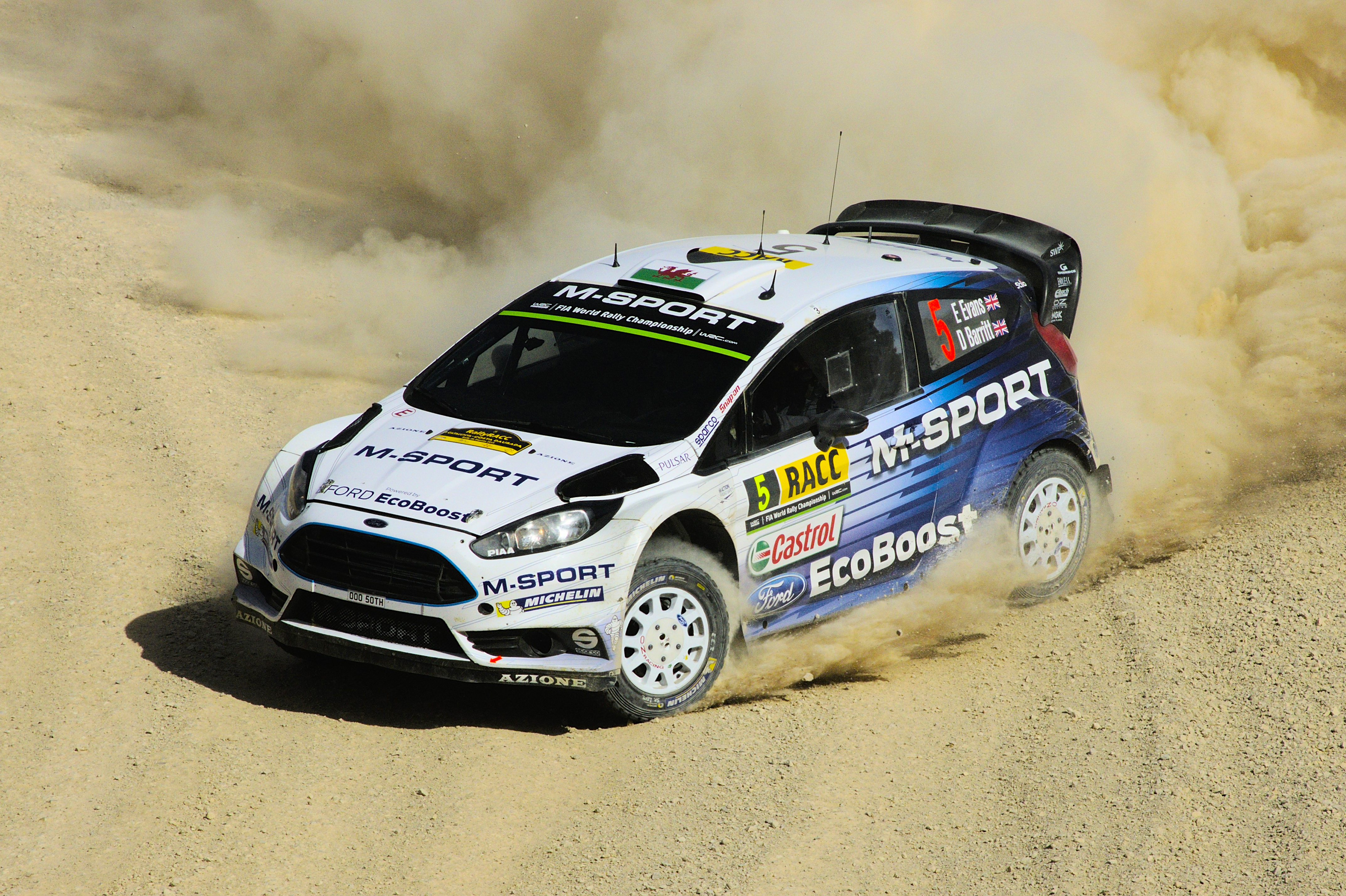
Elfyn Evans podczas Rajdu Hiszpanii 2015

Rajd Hiszpanii (oficjalnie RallyRACC Catalunya-Costa Daurada) – rajd samochodowy organizowany na hiszpańskim wschodnim wybrzeżu w Katalonii z bazą rajdu w Salou. Trasa ma około 1900 km podzielonych na 18 odcinków specjalnych i łączące je odcinki dojazdowe.
Rajd odbywa się od 1957 roku, w roku 1988 został połączony z Rajdem Costa Brava, a od roku 1991 jest eliminacją Rajdowych Mistrzostw Świata. Rajd odbywa się na mieszanej nawierzchni asfaltowo-szutrowej dróg katalońskich gór.

## Zwycięzcy Rajdu Katalonii[2]
| 1957    | 1º Rallye Catalunya (28 – 30 czerwca)                                       | Sebastià Salvadó Guillermo Bas                 | Alfa Romeo 1900 S                                |                                     |               |
| 1958    | 2º Rallye Catalunya (13 – 15 czerwca)                                       | Luciano Eliakin Augusto Lluch                  | Saab 93                                          |                                     |               |
| 1959    | 3º Rallye Catalunya (12 – 14 czerwca)                                       | Alex Soler-Roig Manuel Romagosa                | Porsche 356 Carrera                              |                                     |               |
| 1960    | 4º Rallye Catalunya (17 – 19 czerwca)                                       | Maximiliano Hohenlohe Augusto Lluch            | BMW 700 Coupe                                    |                                     |               |
| 1961    | 5º Rallye Catalunya (9 – 11 czerwca)                                        | Joan Fernández Ramón Grifoll                   | BMW 700 Coupe                                    |                                     |               |
| 1962    | 6º Rallye Catalunya (2 – 3 czerwca)                                         | Antonio Grifoll Calamanda Rosell               | BMW 700 Coupe                                    |                                     |               |
| 1963    | 7º Rallye Catalunya (8 – 9 czerwca)                                         | Jorge Palau-Ribes Jorge Palou                  | Fiat Abarth 850                                  |                                     |               |
| 1964    | 8º Rallye Catalunya (6 – 7 czerwca)                                         | Jaume Juncosa Salvador Cañellas                | Fiat Abarth 1000                                 |                                     |               |
| 1965-72 | nie odbył się                                                               | nie odbył się                                  | nie odbył się                                    | nie odbył się                       | nie odbył się |
| 1973    | 9º Rallye Catalunya (24 – 25 listopada)                                     | Salvador Cañellas Daniel Ferrater              | Seat 1430 1800                                   |                                     |               |
| 1974    | 10º Rallye Catalunya (23 – 24 listopada)                                    | Marc Etchebers Marie-Christine Etchebers-Rives | Porsche 911 Carrera RS                           |                                     |               |
| 1975    | 11º Rallye Catalunya (29 – 30 listopada)                                    | Antonio Zanini Eduardo Martínez-Adam           | Seat 1430 1800                                   |                                     |               |
| 1976    | 12º Rallye Catalunya (13 – 14 listopada)                                    | Jorge de Bagratión Manuel de Barbeito          | Lancia Stratos HF                                |                                     |               |
| 1977    | 13º Rallye Catalunya (19 – 21 listopada)                                    | Antonio Zanini Juan José Petisco               | SEAT 124-2100                                    |                                     |               |
| 1978    | 14º Rallye Catalunya (18 – 19 listopada)                                    | Antonio Zanini Juan José Petisco               | Fiat 131 Abarth                                  |                                     |               |
| 1979    | 15º Rallye Catalunya (16 – 18 listopada)                                    | Beny Fernández José Luis Sala                  | Fiat 131 Abarth                                  |                                     |               |
| 1980    | 16º Rally Cataluña (22 – 23 listopada)                                      | Antonio Zanini Jordi Sabater                   | Porsche 911 SC                                   |                                     |               |
| 1981    | 17º Rally Cataluña (21 – 22 listopada)                                      | Eugenio Ortiz Guillermo Barreras               | Renault 5 Turbo                                  |                                     |               |
| 1982    | 18º Rally Cataluña (27 – 28 listopada)                                      | Antonio Zanini Víctor Sabater                  | Talbot Sunbeam Lotus                             |                                     |               |
| 1983    | 19º Rally Cataluña (21 – 23 października)                                   | Adartico Vudafieri Tiziano Siviero             | Lancia Rally 037 Jolly Club                      |                                     |               |
| 1984    | 20º Rally Cataluña (26 – 28 października)                                   | Salvador Serviá Jordi Sabater                  | Opel Manta 400 RACC Bendiberica                  |                                     |               |
| 1985    | 21º Rally Cataluña (25 – 28 października)                                   | Fabrizio Tabaton Luciano Tedeschini            | Lancia Rally 037 Grifone Esso                    |                                     |               |
| 1986    | 22º Rally Cataluña (22 – 24 października)                                   | Fabrizio Tabaton Luciano Tedeschini            | Lancia Delta S4 Grifone Esso                     |                                     |               |
| 1987    | 23º Rally Cataluña (22 – 24 października)                                   | Dario Cerrato Giuseppe Cerri                   | Lancia Delta HF 4WD Jolly Club                   |                                     |               |
| 1988    | 24º Rallye Catalunya-Costa Brava (12 – 13 lutego)                           | Bruno Saby Jean-François Fauchille             | Lancia Delta HF 4WD Martini Lancia               |                                     |               |
| 1989    | 25º Rallye Catalunya-Costa Brava (9 – 11 lutego)                            | Yves Loubet Jean-Marc Andrié                   | Lancia Delta HF Integrale H.F. Grifone SRL       |                                     |               |
| 1990    | 26º Rallye Catalunya-Costa Brava (15 – 17 lutego)                           | Dario Cerrato Giuseppe Cerri                   | Lancia Delta HF Integrale 16V Jolly Club         |                                     |               |
| 1991    | 27º Rallye Catalunya-Costa Brava (Rallye de España) (10 – 13 listopada)     | Armin Schwarz Arne Hertz                       | Toyota Celica GT-Four Toyota Team Europe         |                                     |               |
| 1992    | 28º Rallye Catalunya-Costa Brava (Rallye de España) (9 – 11 listopada)      | Carlos Sainz Luis Moya                         | Toyota Celica Turbo 4WD Toyota Team Europe       |                                     |               |
| 1993    | 29º Rallye Catalunya-Costa Brava (Rallye de España) (2 – 4 listopada)       | Francois Delecour Daniel Grataloup             | Ford Escort RS Cosworth Ford Motor Co            |                                     |               |
| 1994    | 30º Rallye Catalunya-Costa Brava (Rallye de España) (2 – 4 listopada)       | Enrico Bertone Massimo Chiapponi               | Toyota Celica Turbo 4WD                          |                                     |               |
| 1995    | 31º Rallye Catalunya-Costa Brava (Rallye de España) (23 – 25 października)  | Carlos Sainz Luís Moya                         | Subaru Impreza 555 555 Subaru World Rally Team   |                                     |               |
| 1996    | 32º Rallye Catalunya-Costa Brava (Rallye de España) (4 – 6 listopada)       | Colin McRae Derek Ringer                       | Subaru Impreza 555 555 Subaru World Rally Team   |                                     |               |
| 1997    | 33º Rallye Catalunya-Costa Brava (Rallye de España) (14 – 16 kwietnia)      | Tommi Mäkinen Seppo Harjanne                   | Mitsubishi Lancer Evo 4 Team Mitsubishi Ralliart |                                     |               |
| 1998    | 34º Rallye Catalunya-Costa Brava (Rallye de España) (20 – 22 kwietnia)      | Didier Auriol Denis Giraudet                   | Toyota Corolla WRC Toyota Castrol Team           |                                     |               |
| 1999    | 35º Rallye Catalunya-Costa Brava (19 – 21 kwietnia)                         | Philippe Bugalski Jean-Paul Chiaroni           | Citroën Xsara Kit Car Automobiles Citroën        |                                     |               |
| 2000    | 36º Rallye Catalunya-Costa Brava (Rallye de España) (31 marca – 2 kwietnia) | Colin McRae Nicky Grist                        | Ford Focus WRC Ford Motor Co                     |                                     |               |
| 2001    | 37º Rallye Catalunya-Costa Brava (Rallye de España) (23 – 25 marca)         | Didier Auriol Denis Giraudet                   | Peugeot 206 WRC Peugeot Total                    |                                     |               |
| 2002    | 38º Rallye Catalunya-Costa Brava (Rallye de España) (22 – 24 marca)         | Gilles Panizzi Herve Panizzi                   | Peugeot 206 WRC Peugeot Total                    |                                     |               |
| 2003    | 39º Rallye Catalunya-Costa Brava (Rallye de España) (24 – 26 października)  | Gilles Panizzi Hervé Panizzi                   | Peugeot 206 WRC Marlboro Peugeot Total           |                                     |               |
| 2004    | 40º Rallye Catalunya-Costa Brava (Rallye de España) (29 – 31 października)  | Markko Märtin Michael Park                     | Ford Focus RS WRC 04 Ford Motor Co               |                                     |               |
| 2005    | 41º Rally RACC Catalunya - Costa Daurada (27 – 30 października)             | Sébastien Loeb Daniel Elena                    | Citroën Xsara WRC Citroën Total World Rally Team |                                     |               |
| 2006    | 42º Rally RACC Catalunya - Costa Daurada (24 – 26 marca)                    | Sébastien Loeb Daniel Elena                    | Citroën Xsara WRC Kronos Total Citroën W.R.T.    |                                     |               |
| 2007    | 43º Rally RACC Catalunya - Costa Daurada (5 – 7 października)               | Sébastien Loeb Daniel Elena                    | Citroën C4 WRC Citroën Total World Rally Team    |                                     |               |
| 2008    | 44º Rally RACC Catalunya - Costa Daurada (3 – 5 października)               | Sébastien Loeb Daniel Elena                    | Citroën C4 WRC Citroën Total World Rally Team    |                                     |               |
| 2009    | 45º Rally RACC Catalunya - Costa Daurada (1 – 4 października)               | Sébastien Loeb Daniel Elena                    | Citroën C4 WRC Citroën Total World Rally Team    |                                     |               |
| 2010    | 46º Rally RACC Catalunya - Costa Daurada (22 – 24 października)             | Sébastien Loeb Daniel Elena                    | Citroën C4 WRC Citroën Total World Rally Team    |                                     |               |
| 2011    | 47º Rally RACC Catalunya - Costa Daurada (21 – 23 października)             | Sébastien Loeb Daniel Elena                    | Citroën DS3 WRC Citroën Total World Rally Team   |                                     |               |
| 2012    | 48º Rally RACC Catalunya - Costa Daurada (9 – 11 listopada)                 | Sébastien Loeb Daniel Elena                    | Citroën DS3 WRC Citroën Total World Rally Team   |                                     |               |
| 2013    | 49º Rally RACC Catalunya - Costa Daurada (25 – 27 października)             | Sébastien Ogier Julien Ingrassia               | Volkswagen Polo R WRC Volkswagen Motorsport      |                                     |               |
| 2014    | 50º Rally RACC Catalunya - Costa Daurada (25 – 26 października)             | Sébastien Ogier Julien Ingrassia               | Volkswagen Polo R WRC Volkswagen Motorsport      |                                     |               |
| 2015    | 51º Rally RACC Catalunya - Costa Daurada (22 – 25 października)             | Andreas Mikkelsen Ola Fløne                    | Volkswagen Polo R WRC Volkswagen Motorsport II   |                                     |               |
| 2016    | 52º Rally RACC Catalunya - Costa Daurada (13 – 16 października)             | Sébastien Ogier Julien Ingrassia               | Volkswagen Polo R WRC Volkswagen Motorsport      |                                     |               |
| 2017    | 53º Rally RACC Catalunya - Costa Daurada (5 – 8 października)               | Kris Meeke Paul Nagle                          | Citroën C3 WRC Citroën Total Abu Dhabi WRT       |                                     |               |
| 2018    | 54º Rally RACC Catalunya - Costa Daurada (25 – 28 października)             | Sébastien Loeb Daniel Elena                    | Citroën C3 WRC Citroën Total Abu Dhabi WRT       |                                     |               |
| 2019    | 55º Rally RACC Catalunya - Costa Daurada (24 – 27 października)             | Ott Tänak Martin Järveoja                      | Toyota Yaris WRC Toyota Gazoo Racing WRT         |                                     |               |
| 2020    | RallyRACC Catalunya - Costa Daurada 2020                                    | Odwołany z powodu epidemii COVID-19            | Odwołany z powodu epidemii COVID-19              | Odwołany z powodu epidemii COVID-19 |               |
| 2021    | 56º RallyRACC Catalunya - Costa Daurada (14 – 17 października)              | Thierry Neuville Martijn Wydaeghe              | Hyundai i20 Coupe WRC Hyundai Shell Mobis WRT    |                                     |               |
| 2022    | 57º RallyRACC Catalunya - Costa Daurada (14 – 23 października)              | Sébastien Ogier Benjamin Veillas               | Toyota GR Yaris Rally1 Toyota Gazoo Racing WRT   |                                     |               |